# Patinação artística nos Jogos Olímpicos de Inverno de 1980 - Dança no gelo
A competição de dança no gelo da patinação artística nos Jogos Olímpicos de Inverno de 1980 foi disputado entre 12 duplas.

## Medalhistas
| Ouro   | URS Natalia Linichuk / Gennadi Karponossov |
| Prata  | HUN Krisztina Regöczy / Andras Sallay      |
| Bronze | URS Irina Moiseeva / Andrei Minenkov       |

## Resultados
| #                 | Nome                                    | País                   | CD | OD | FD     | FSFP |
| ----------------- | --------------------------------------- | ---------------------- | -- | -- | ------ | ---- |
| Medalha de ouro   | Natalia Linichuk / Gennadi Karponossov  | URS União Soviética    | 1  | 2  | 205.48 | 13   |
| Medalha de prata  | Krisztina Regöczy / Andras Sallay       | HUN Hungria            | 2  | 1  | 204.52 | 14   |
| Medalha de bronze | Irina Moiseeva / Andrei Minenkov        | URS União Soviética    | 3  | 3  | 201.86 | 27   |
| 4                 | Liliane Rehakova / Stanislav Drastich   | TCH Checoslováquia     | 4  | 4  | 198.02 | 39   |
| 5                 | Jayne Torvill / Christopher Dean        | GBR Grã-Bretanha       | 5  | 5  | 197.12 | 42   |
| 6                 | Lorna Wighton / John Dowding            | CAN Canadá             | 6  | 6  | 193.80 | 54   |
| 7                 | Judy Blumberg / Michael Seibert         | USA Estados Unidos     | 7  | 7  | 190.30 | 66   |
| 8                 | Natalia Bestemianova / Andrei Bukin     | URS União Soviética    | 9  | 9  | 188.18 | 75   |
| 9                 | Stacey Smith / John Summers             | USA Estados Unidos     | 8  | 8  | 188.38 | 75   |
| 10                | Henriette Fröschl / Christian Steiner   | FRG Alemanha Ocidental | 10 | 10 | 178.38 | 94   |
| 11                | Susanne Handschmann / Peter Handschmann | AUT Áustria            | 11 | 11 | 177.78 | 96   |
| 12                | Karen Barber / Nicky Slater             | GBR Grã-Bretanha       | 12 | 12 | 176.92 | 104  |

Legenda
| Recorde mundial      | Recorde mundial (World record)               |                       | Recorde africano                      | Recorde africano (African) |                                           | Q | Classificado por posição (Qualified) |
| Recorde olímpico     | Recorde olímpico (Olympic record)            | Recorde da América    | Recorde da América (Americas)         | q                          | Classificado por melhor tempo (Qualified) |   |                                      |
| Melhor marca do ano  | Melhor marca do ano (World leading)          | Recorde asiático      | Recorde asiático (Asian)              | DNS                        | Não largou (Did not start)                |   |                                      |
| Recorde nacional     | Recorde nacional (National record)           | Recorde europeu       | Recorde europeu (European)            | DNF                        | Não terminou (Did not finish)             |   |                                      |
| Recorde pessoal      | Recorde pessoal do atleta (Personal best)    | Recorde da Oceania    | Recorde da Oceania (Oceania)          | DSQ / DQ                   | Desclassificado (Disqualified)            |   |                                      |
| Recorde da temporada | Recorde da temporada do atleta (Season best) | Recorde sul-americano | Recorde sul-americano (South America) | NM                         | Sem marca (No mark)                       |   |                                      |